# Dali-museer
Betegnelsen Dali-museer henviser til museer der indeholder kunst af den spanske surrealistkunstner Salvador Dali (1904-1989).
Centrale er den såkaldte Dali-trekant i Nordspanien, Catalonien, der inkluderer bygninger i Figueres, Púbol og Port Lligat. Hertil kommer et Dali-museum i Florida og Fukushima, plus permanente Dali-samlinger i Reina Sofia Museum i Madrid samt i Paris.

## Dali-trekanten i Catalonien
Dali-trekanten eller trianglen (el triangle dalinià empordanès) i Nordspanien, i Empordà, catalansk for Catalonien, rummer Dalis barndomsbiograf i opvækstbyen Figueras. Som voksen opkøbte han bygningen omkring 1960, på daværende tidspunkt en ruin - og ændrede den til et kunstmuseum med egne værker, der åbnede i 1974: Dalí Teater Museum (Teatre-Museu Dalí). Her ligger Dali også begravet, i krypten under museets glaskuppel. Bygningen rummer både tidlige og sene Dali-værker og anses for det mest centrale Dali-museum: Dali ønskede at museet skulle udgøres af én blok, en labyrint:
"et stort surrealistisk objekt. Det vil blive et totalt teatermuseum. Publikum vil komme og forlade det igen som havde de haft en teaterdrøm". (Salvador Dali).
Museet rummer også værker af blandt andet El Greco og Marcel Duchamp.
I Púbol opkøbte Dali en borg fra det 11. århundrede til hustruen Gala i slutningen af 1960'erne. Hun boede der igennem 1970'erne indtil sin død i 1980. Derefter flyttede Dali ind i bygningen for at ombygge den til et museum med hans egne kreationer og værker: Gala-Dalí-Borgen i Púbol, der åbnede i 1996. Gala er begravet i bygningens mausoleum, der også huser en kirke.
Gala-Dalí-Fonden bestyrer museet.
I 1930 havde Dali købt fem fiskerhytter i Port Lligat ud til Lligat-bugten. Hytterne ombyggedes til én større bygning hvor Dali boede indtil hustruen Galas død i 1982. Husets arkitektur og interiør, herunder vinduespartier i forskellige proportioner, har angivelige referencer til Dalis værker. Museet åbnede i 1997: CASA SALVADOR DALÍ - PORTLLIGAT.

## Dali i Florida
The Salvador Dali Museum i Skt. Petersburg, Florida, rummer Albert Reynolds Morse og Eleanor Reese Morses privatsamling af Dali opkøbt siden 1942. I 1971 åbnede de deres første udstilling af samlingen i Beachwood i Ohio. Siden er samlingen blevet huset i Skt. Petersburg fra 1982, først i en af marinens bygninger, og fra 2012 i en designet bygning ved Yann Weymouth fra HOK, bygget af The Beck-Group. Museet rummer op imod 100 oliemalerier ved Dali og cirka 1.400 andre slags Dali-kunstværker, grafiktegninger, skulpturer og objekter m.v., samt et Dali-kunstbibliotek på over 7.000 værker.

## Dali i Japan
Morohashi Museum for Moderne Kunst (諸橋近代美術館, Morohashi Kindai Bijutsukan) åbnede i Kitashiobara, Fukushima-præfekturet i Japan, i 1999. Museet rummer op imod 350 værker ved Dali. Teizo Morohashi (1932-2003) var grundlæggeren af Xebio Co. Ltd., hvis hovedafdeling ligger i Koriyama By, Fukushima.

## Permanente Dali-udstillinger i Europa
Reina Sofia Museum i Madrid huser en lille Salvador Dali-samling. Desuden kan Pablo Picassos Guernica-maleri beses.
På Place du Tertre i Montmartre i Paris huser Espace Dalí siden 1991 omkring 300 skulpturer og graveringer ved Dali. I 2010 allokeredes også Dalí Universe (2000), en tidligere permanent London-Dali-udstilling, til Espace Dalí.
På Potsdamer Platz i Berlin kunne imellem 2009 indtil 2021 beses 450 værker ud af 3.000 Dali-værker i Carsten Kollmeiers privatsamling: Dalí-udstillingen på Potsdamer Platz.

## Galleri
- Isaac Newton.
- Regnbuen (1972).
- Smeltet ur - tidens profil.
- Atrium i Florida.
- Port Lligat.
- Dali-kuppel, Figueras.
- Figueras.
- Soumaya Plaza Loreto, Mexico City.
- St. Petersburg, Florida.
- Cadaques, Port Lligat.
- Dali-udstilling i Paris.

## Eksterne referencer
- Dalí Teater Museum i Figueras: Salvador Dali.org.
- Gala-Dalí-Borgen i Púbol: Castell Gala-Dali de Pubol.
- Salvador Dalí Hus Museum i Port Lligat: House Salvador Dali in Portlligat.
- Salvador Dalí Museum i St. Petersburg, Florida: The Dali.
- Permanent Dali-samling i Japan: Web.archive.org: Dali.
- Permanent Dali-samling på Reina Sofia Museum i Madrid: Museo Reina Sofia.
- Permanent Dali-udstilling i Paris: Dali Paris.
- Dali-udstilling i London (2000-2010): The Dali Universe, London.
- Dali-udstilling i Berlin (2009-2021): Dali Berlin.